# Pallavolo ai XVII Giochi panamericani - Convocazioni al torneo femminile
Elenco delle giocatrici convocate per i Giochi panamericani 2015.

## Argentina
| N° | Nome               | Ruolo | Data di nascita   | Squadra             |
| -- | ------------------ | ----- | ----------------- | ------------------- |
| -  | Guillermo Orduna   | All   | 24 agosto 1957    | -                   |
| 3  | Yamila Nizetich    | S     | 27 gennaio 1989   | Nilüfer             |
| 5  | Lucía Fresco       | S/O   | 14 maggio 1991    | Robur Tiboni Urbino |
| 6  | Elina Rodríguez    | S     | 11 febbraio 1997  | San Lorenzo         |
| 7  | Natalia Aispurúa   | C     | 20 dicembre 1991  | Boca Juniors        |
| 8  | Sol Piccolo        | S     | 11 settembre 1996 | Vélez Sarsfield     |
| 10 | Emilce Sosa        | C     | 11 settembre 1987 | Rio do Sul          |
| 11 | Julieta Lazcano    | C     | 25 luglio 1989    | Istres              |
| 12 | Tatiana Rizzo      | S     | 30 dicembre 1986  | Boca Juniors        |
| 13 | Leticia Boscacci   | S/O   | 8 novembre 1985   | Kanti               |
| 14 | Josefina Fernández | S     | 17 agosto 1991    | Franches-Montagnes  |
| 17 | Antonela Curatola  | P     | 23 ottobre 1991   | Vélez Sarsfield     |
| 18 | Yael Castiglione   | P     | 27 settembre 1985 | Rio do Sul          |

## Brasile
| N° | Nome                   | Ruolo | Data di nascita  | Squadra          |
| -- | ---------------------- | ----- | ---------------- | ---------------- |
| -  | José Roberto Guimarães | All   | 31 luglio 1954   | Campinas         |
| 1  | Rosamaria Montibeller  | S/O   | 9 aprile 1994    | Pinheiros        |
| 5  | Adenízia da Silva      | C     | 18 dicembre 1986 | Osasco           |
| 8  | Jaqueline de Carvalho  | S     | 31 dicembre 1983 | Minas            |
| 9  | Michelle Pavão         | S     | 31 ottobre 1986  | Amigos do Vôlei  |
| 11 | Joyce da Silva         | O     | 13 giugno 1984   | KGC Ginseng      |
| 14 | Ana Takagui            | P     | 26 ottobre 1987  | CSM Bucarest     |
| 16 | Fernanda Garay         | S     | 10 maggio 1986   | Dinamo Krasnodar |
| 18 | Camila Brait           | L     | 28 ottobre 1988  | Osasco           |
| 21 | Angélica Malinverno    | C     | 5 luglio 1989    | Amigos do Vôlei  |
| 23 | Bárbara Bruch          | C/O   | 28 maggio 1987   | Sesi             |
| 24 | Mácris Carneiro        | P     | 3 marzo 1989     | Pinheiros        |
| 25 | Mariana Costa          | S     | 30 luglio 1986   | Minas            |

## Canada
| N° | Nome               | Ruolo | Data di nascita   | Squadra    |
| -- | ------------------ | ----- | ----------------- | ---------- |
| -  | Arnd Ludwig        | All   | 15 gennaio 1967   | -          |
| 1  | Janie Guimond      | L     | 11 aprile 1984    | Canada     |
| 3  | Brittney Page      | S     | 4 febbraio 1984   | Sichuan    |
| 4  | Kyla Richey        | S     | 20 giugno 1989    | Vilsbiburg |
| 5  | Danielle Smith     | P     | 29 aprile 1990    | Vilsbiburg |
| 8  | Jaimie Thibeault   | C     | 23 settembre 1989 | Legionovia |
| 9  | Tabitha Love       | S/O   | 11 settembre 1991 | Azəryol    |
| 12 | Jennifer Cross     | C     | 4 luglio 1992     | Engelholms |
| 13 | Lucille Charuk     | C     | 13 agosto 1989    | Fischbek   |
| 15 | Rebecca Pavan      | S/O   | 17 aprile 1990    | Béziers    |
| 18 | Shanice Marcelle   | S     | 25 maggio 1990    | Dresdner   |
| 19 | Jennifer Lundquist | P     | 10 settembre 1991 | Fischbek   |
| 20 | Dana Cranston      | S     | 5 dicembre 1991   | Fischbek   |

## Cuba
| N° | Nome             | Ruolo | Data di nascita  | Squadra       |
| -- | ---------------- | ----- | ---------------- | ------------- |
| -  | Roberto García   | All   | -                | -             |
| 2  | Regla Gracia     | S/O   | 28 giugno 1993   | Camagüey      |
| 3  | Alena Rojas      | C     | 9 agosto 1992    | Ciudad Habana |
| 4  | Melissa Vargas   | S/O   | 16 ottobre 1999  | Cienfuegos    |
| 5  | Yamila Hernández | P     | 8 novembre 1992  | Ciudad Habana |
| 6  | Daimara Lescay   | C     | 5 settembre 1992 | Guantánamo    |
| 10 | Emily Borrell    | L     | 19 febbraio 1992 | Villa Clara   |
| 11 | Gretell Moreno   | P     | 30 gennaio 1998  | Granma        |
| 14 | Dayami Sánchez   | S/O   | 14 marzo 1994    | Ciudad Habana |
| 15 | Beatríz Vilches  | P     | 29 gennaio 1995  | Cienfuegos    |
| 17 | Heidy Casanova   | C     | 6 novembre 1998  | Ciudad Habana |
| 18 | Sulian Matienzo  | S     | 14 dicembre 1994 | Ciudad Habana |
| 19 | Jennifer Álvarez | S     | 19 novembre 1993 | Cienfuegos    |

## Perù
| N° | Nome               | Ruolo | Data di nascita  | Squadra          |
| -- | ------------------ | ----- | ---------------- | ---------------- |
| -  | Mauro Marasciulo   | All   | 21 agosto 1962   | -                |
| 2  | Mirtha Uribe       | C     | 12 marzo 1985    | Alianza Lima     |
| 3  | Carla Rueda        | S     | 19 aprile 1990   | Azərreyl         |
| 4  | Brenda Uribe       | S/O   | 11 dicembre 1993 | San Martín       |
| 5  | Shiamara Almeida   | P     | 19 febbraio 1996 | Sporting Cristal |
| 6  | Alexandra Muñoz    | P     | 16 agosto 1992   | César Vallejo    |
| 7  | Susan Egoavil      | L     | 16 gennaio 1988  | Sporting Cristal |
| 8  | Maguilaura Frías   | S/O   | 18 maggio 1997   | San Martín       |
| 11 | Clarivett Yllescas | C     | 11 agosto 1993   | César Vallejo    |
| 12 | Ángela Leyva       | S/O   | 22 novembre 1996 | San Martín       |
| 13 | Ginna López        | C     | 28 maggio 1994   | Alianza Lima     |
| 14 | Andrea Urrutia     | C     | 31 maggio 1997   | San Martín       |
| 18 | Katherine Regalado | S/O   | 11 marzo 1998    | Alianza Lima     |

## Porto Rico
| N° | Nome              | Ruolo | Data di nascita   | Squadra               |
| -- | ----------------- | ----- | ----------------- | --------------------- |
| -  | José Mieles       | All   | 2 giugno 1977     | Leonas de Ponce       |
| 1  | Debora Seilhamer  | L     | 4 ottobre 1985    | Lancheras de Cataño   |
| 3  | Vilmarie Mojica   | P     | 13 agosto 1985    | Valencianas de Juncos |
| 6  | Yarimar Rosa      | S     | 20 giugno 1988    | Valencianas de Juncos |
| 7  | Stephanie Enright | S     | 15 dicembre 1990  | Criollas de Caguas    |
| 9  | Áurea Cruz        | S     | 10 gennaio 1982   | Rabitə Baku           |
| 10 | Shirley Ferrer    | S/O   | 23 giugno 1991    | Lancheras de Cataño   |
| 11 | Karina Ocasio     | S/O   | 1º agosto 1985    | Criollas de Caguas    |
| 14 | Natalia Valentín  | P     | 12 settembre 1989 | Leonas de Ponce       |
| 16 | Alexandra Oquendo | C     | 3 febbraio 1984   | Leonas de Ponce       |
| 17 | Sheila Ocasio     | C     | 7 novembre 1982   | Valencianas de Juncos |
| 18 | Lynda Morales     | C     | 20 maggio 1998    | Criollas de Caguas    |
| 25 | Nayka Benítez     | L     | 8 febbraio 1989   | Leonas de Ponce       |

## Rep. Dominicana
| N° | Nome                | Ruolo | Data di nascita   | Squadra     |
| -- | ------------------- | ----- | ----------------- | ----------- |
| -  | Marcos Kwiek        | All   | -                 | -           |
| 1  | Annerys Vargas      | C     | 7 agosto 1981     | River       |
| 4  | Marianne Fersola    | C     | 19 gennaio 1992   | Mirador     |
| 5  | Brenda Castillo     | L     | 5 gennaio 1992    | Rabitə Baku |
| 6  | Camil Domínguez     | P     | 7 dicembre 1991   | Mirador     |
| 7  | Niverka Marte       | P     | 19 ottobre 1990   | Mirador     |
| 14 | Prisilla Rivera     | S     | 29 dicembre 1984  | Bursa BB    |
| 16 | Yonkaira Peña       | S     | 10 maggio 1993    | Bursa BB    |
| 17 | Gina Mambrú         | S/O   | 21 gennaio 1986   | Beşiktaş    |
| 18 | Bethania de la Cruz | S     | 13 maggio 1987    | Eczacıbaşı  |
| 19 | Ana Binet           | L     | 9 febbraio 1992   | Mirador     |
| 20 | Brayelin Martínez   | S/O   | 11 settembre 1996 | Mirador     |
| 21 | Jineiry Martínez    | C     | 3 dicembre 1997   | Mirador     |

## Stati Uniti
| N° | Nome             | Ruolo | Data di nascita   | Squadra          |
| -- | ---------------- | ----- | ----------------- | ---------------- |
| -  | Daniel Fisher    | All   | -                 | -                |
| 4  | Lauren Paolini   | C     | 22 agosto 1987    | Hitachi Rivale   |
| 7  | Cassidy Lichtman | S     | 25 maggio 1989    | Le Cannet        |
| 9  | Kristin Richards | S     | 30 giugno 1985    | Fenerbahçe       |
| 10 | Natalie Hagglund | L     | 1º luglio 1992    | Volero Zurigo    |
| 13 | Cursty Jackson   | C     | 11 settembre 1990 | Dresdner         |
| 14 | Nicole Fawcett   | O     | 16 dicembre 1986  | Korea Expressway |
| 16 | Michelle Bartsch | S     | 12 febbraio 1990  | Dresdner         |
| 17 | Falyn Fonoimoana | S     | 13 marzo 1992     | Atom Trefl Sopot |
| 20 | Jenna Hagglund   | P     | 28 maggio 1989    | Impel            |
| 22 | Rachael Adams    | C     | 3 giugno 1990     | Imoco            |
| 23 | Carli Lloyd      | P     | 6 agosto 1989     | Lokomotiv Baku   |
| 24 | Krista Vansant   | S     | 31 marzo 1993     | Washington       |